# Daïra de Sidi Ladjel
La daïra de Sidi Ladjel est une circonscription administrative algérienne située dans la wilaya de Djelfa. Son chef-lieu est situé sur la commune éponyme de Sidi Ladjel.
La daïra regroupe les trois communes:
- Sidi Ladjel
- El Khemis
- Hassi Fedoul